# Exploits River
Exploits River är ett vattendrag i Kanada.   Det ligger i provinsen Newfoundland och Labrador, i den östra delen av landet, 1 600 km öster om huvudstaden Ottawa.
I omgivningarna runt Exploits River växer i huvudsak blandskog. Runt Exploits River är det glesbefolkat, med 11 invånare per kvadratkilometer.